# Segunda toma de posesión de Nicolás Maduro
La segunda toma de posesión de Nicolás Maduro como presidente de Venezuela tuvo el 10 de enero de 2019. Tuvo lugar en el edificio del Tribunal Suprema de Justicia de Caracas, contrario a la constitución venezolana, que especifica que las inauguraciones deben ser realizadas por la Asamblea Nacional, en el Palacio Federal Legislativo. El acto implicó la juramentación de Nicolás Maduro para su segundo mandato y, especialmente en el contexto de la elección de Maduro, ha sido controvertida y cuestionada por diversas figuras y organizaciones.

## Elección
El 20 de mayo de 2018, se llevaron a cabo elecciones en toda Venezuela para elegir al presidente que asumiría el cargo en enero de 2019. Estas elecciones estaban inicialmente programadas para diciembre de 2018, pero fueron reprogramadas dos veces por Maduro, el titular, en un movimiento visto por la oposición como una limitación de la capacidad de otros candidatos para postularse. La Asamblea Nacional Constituyente (ANC) anunció la elección, aunque constitucionalmente no tenía facultad para hacerlo. Varios de los principales candidatos de la oposición, como Henrique Capriles, Leopoldo López y Antonio Ledezma, fueron inhabilitados para postularse.
La participación oficial reportada por el Consejo Nacional Electoral fue de 46,07%. La Mesa de la Unidad Democrática estimó la participación en un 25,8%, según sus estimaciones de conteo rápido. Maduro desestimó las acusaciones de juego sucio y afirmó que "la oposición debe dejarnos solos para gobernar".
La disputa sobre la legitimidad de la inauguración se basó principalmente en la actividad inusual de la elección. Varias ONG venezolanas, como Foro Penal, Súmate , Voto Joven,  el Observatorio Electoral de Venezuela y la Red Ciudadana Electoral, expresaron su preocupación y señalaron la falta de competencias de la ANC para convocar a elecciones, lo que impide la participación de partidos políticos de oposición, y la falta de tiempo para las funciones electorales estándar,  y muchos países en todo el mundo, como la Unión Europea , los gobiernos latinoamericanos y los Estados Unidos, declararon que la elección era ilegítima.

## Toma de posesión

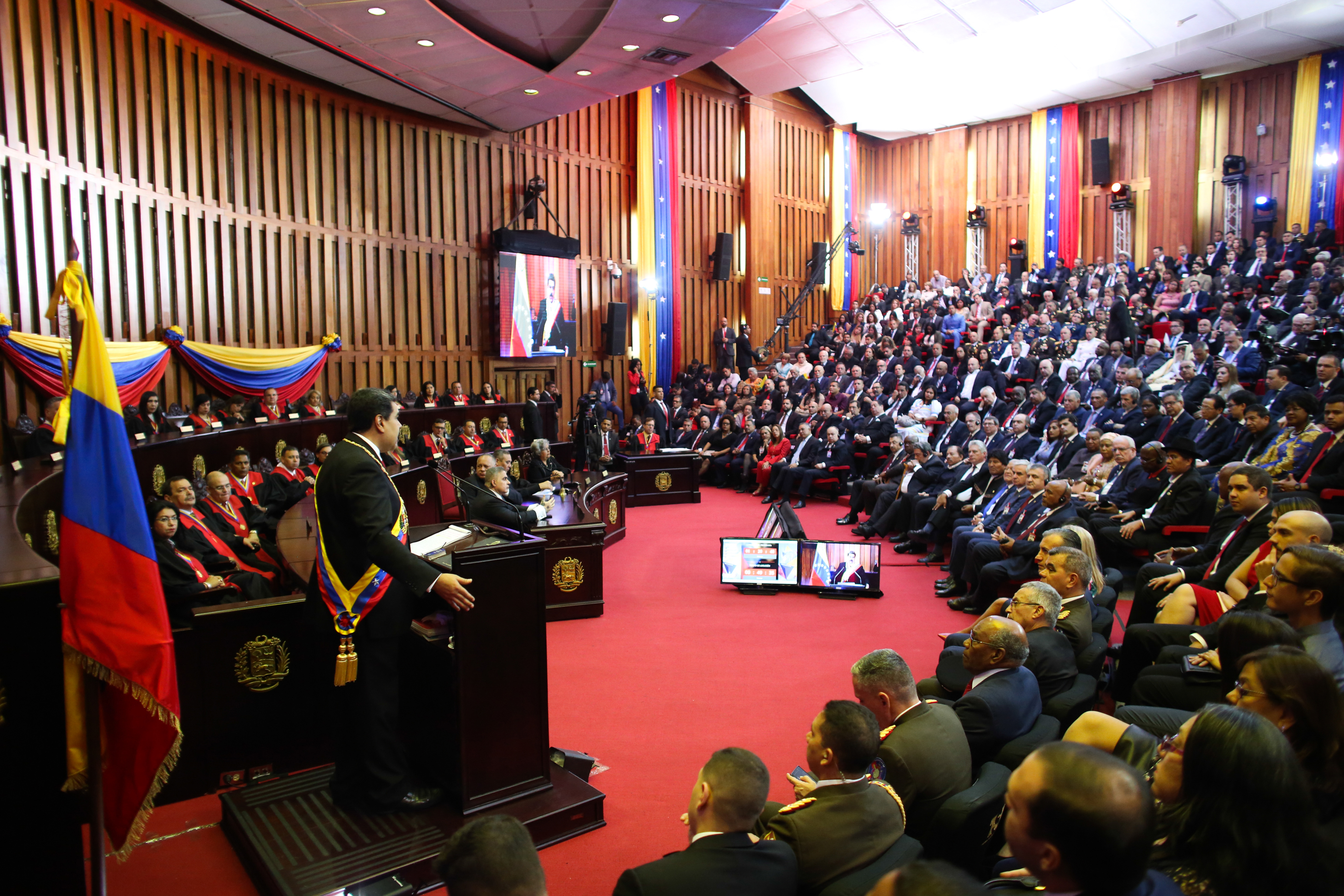
La sala de la Corte Suprema durante la ceremonia.

La toma de posesión de Nicolás Maduro tuvo lugar el 10 de enero de 2019 en el edificio del Tribunal Suprema de Justicia de Caracas. La constitución venezolana especifica que las inauguraciones deben ser realizadas por la Asamblea Nacional, en el Palacio Federal Legislativo.
La administración de Maduro considera que la Asamblea Nacional está "en desacato", por lo que su investidura fue oficiada por el Tribunal Supremo de Justicia (TSJ). Maduro fue juramentado por Maikel Moreno, presidente de la TSJ, a las 15:00 horas; ignoró los llamados del Grupo de Lima para entregar el poder a la Asamblea Nacional hasta que se pudieran realizar otras elecciones.

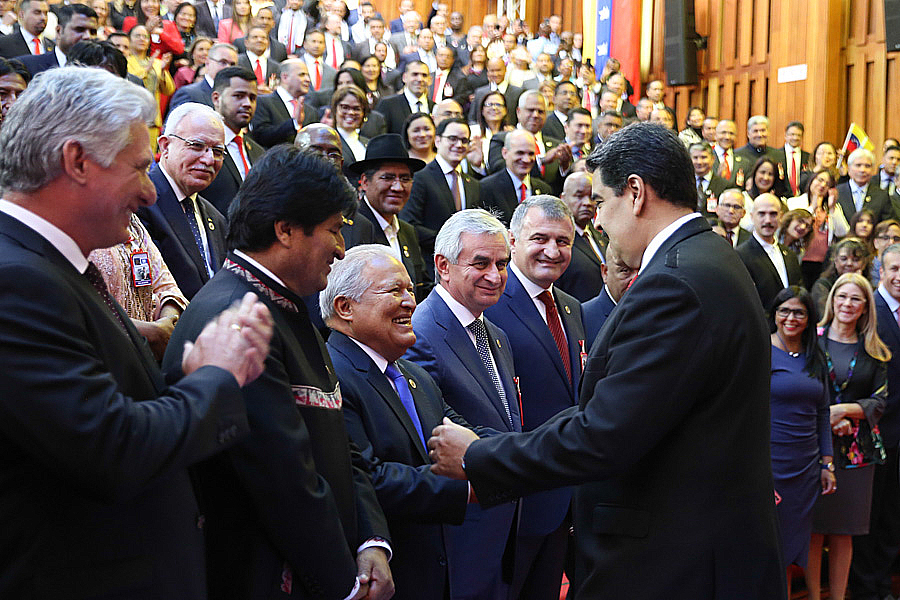
Presidente Salvador Sánchez Cerén de El Salvador saluda a Nicolás Maduro.

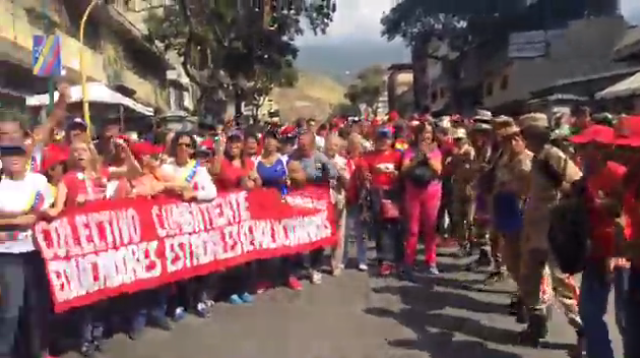
Simpatizantes de Maduro en la toma de posesión.

Antes del escenario, se llevó a cabo un gran desfile militar, que se había movido por Caracas, en la Avenida Bolívar, y los militares dieron su juramento inaugural de lealtad eterna a Maduro durante su mandato de seis años.  Al inicio de la inauguración, Maikel Moreno se quedó en blanco y tartamudeó, sin haber olvidado qué decir, antes de mirar hacia un lado y continuar. Maduro brindó un discurso de 80 minutos a los reunidos, en el que afirmó:
“Somos una democracia verdadera, profunda, popular y revolucionaria […] Yo, Nicolás Maduro Moros, soy un presidente genuina y profundamente democrático”.
También amenazó directamente a Colombia, Estados Unidos y Europa, diciéndoles a estos últimos que “respeten a Venezuela […] o más temprano que tarde pagarán el precio histórico”.  También criticó a su propio partido y afiliación política, diciendo que su plan para su segundo mandato era "corregir los errores de la Revolución Bolivariana", y que los " chavistas corruptos " son en realidad su mayor amenaza.
Maduro dijo que 94 países estuvieron presentes en su toma de posesión, pero este recuento incluía a los miembros de organizaciones internacionales como la Unión Africana y la Liga Árabe. El número de países reconocidos por la ONU que enviaron representantes al acto de inauguración fue de 16: Bolivia, Cuba, Nicaragua y El Salvador enviaron a sus presidentes; Turquía y Surinam enviaron a sus vicepresidentes; Bielorrusia, San Cristóbal y Nieves y San Vicente y las Granadinas enviaron a sus primeros ministros; y Antigua y Barbuda, China, Dominica, Granada, Irán, México y la RASD enviaron representantes diplomáticos. Palestina envió representantes, y tanto Abjasia como Osetia del Sur estuvo representada por sus respectivos presidentes; los tres no son miembros oficialmente reconocidos de la ONU.

### Apoyo
La "pequeña" multitud reunida para la inauguración mostró "poco apoyo"; esto se ha comparado con las grandes multitudes presentes en la primera toma de posesión de Maduro. Ricardo Sánchez, miembro de la ANC, dijo que hubo un evidente apoyo nacional a Maduro en la toma de posesión, y que:
“[el gobierno está] convencido de que la mayoría de la gente que votó por el presidente en mayo está unida hoy con lealtad y disciplina para estar con Nicolás Maduro por otros seis años". 
También se ha informado que algunas personas presentes en la toma de posesión fueron obligadas a comparecer, incluyendo a todos los que trabajan para el gobierno; una mujer le dijo a The Guardian que se había visto obligada a asistir. También dijo que a pesar de trabajar en un ministerio del gobierno, no le pagan lo suficiente para alimentar a su familia y planea irse del país lo antes posible. Otros en la toma de posesión estuvieron presentes porque creen en Maduro; un trabajador dijo que puede "identificarse con Maduro porque es un hombre humilde" y comparte su ideología.
Además, el presidente turco Recep Tayyip Erdoğan se solidarizó con Maduro, y el presidente cubano Miguel Díaz-Canel, el presidente boliviano Evo Morales, el presidente Daniel Ortega de Nicaragua, el presidente Salvador Sánchez Cerén de El Salvador, el primer ministro de San Vicente y las Naciones Granadinas Ralph Gonsalves, el primer ministro de San Cristóbal y Nieves Timothy Harris y el vicepresidente de Surinam Ashwin Adhin asistieron a la ceremonia de juramentación de Maduro entre representantes de otros países.[cita requerida]

### Crítica

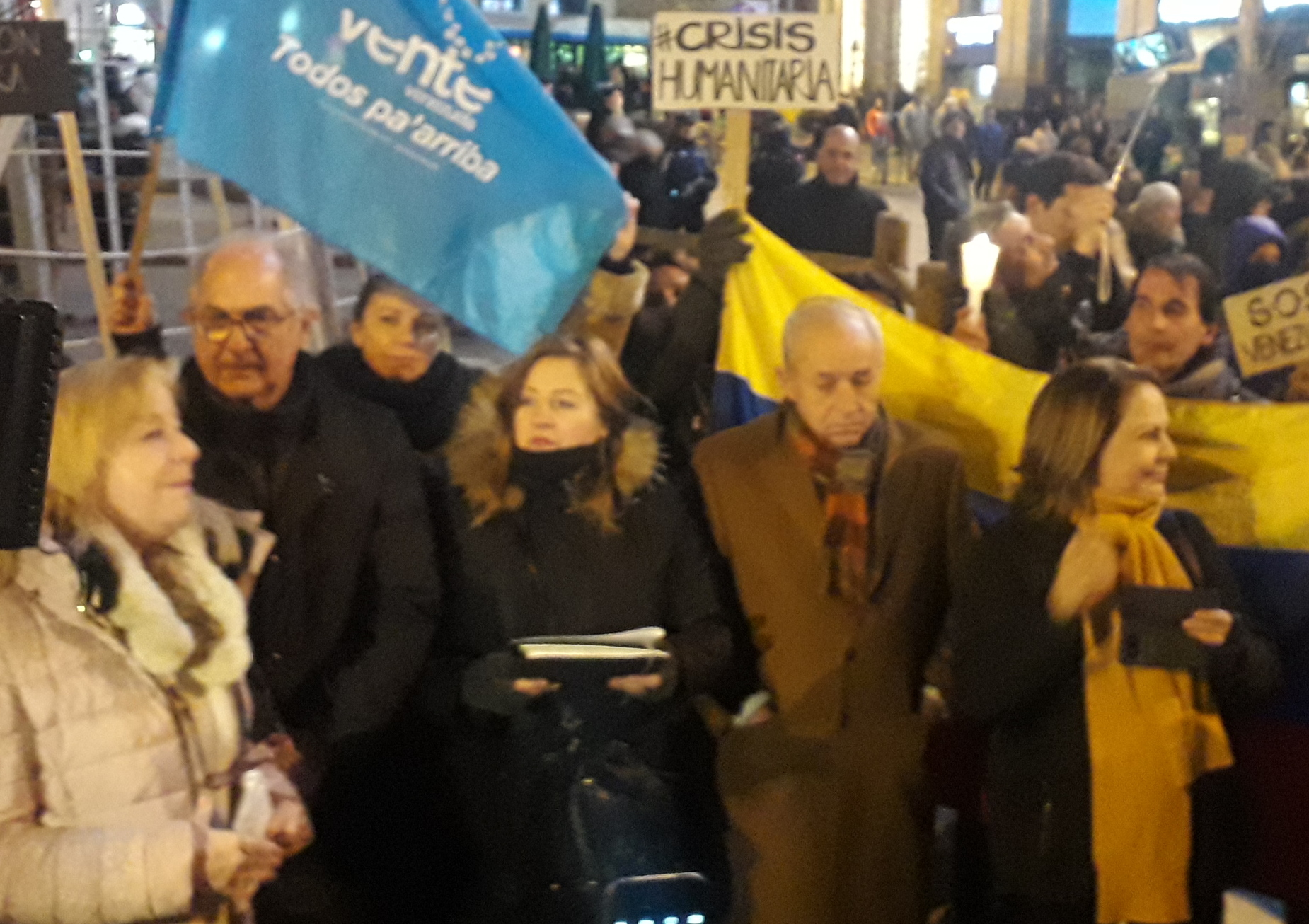
Antonio Ledezma junto a políticos españoles en Madrid tras la asunción de Maduro.

Se reportaron protestas en varios estados venezolanos, incluyendo Lara, Zulia, Trujillo, y en la ciudad capital Caracas.  Se reportaron varios cacerolazos en muchas áreas de Caracas, incluso cerca del Tribunal Supremo, donde prestó juramento Maduro. Grandes protestas también tuvieron lugar en Miami, Estados Unidos, un área con una gran población migrante venezolana, así como una docena de otras naciones en todo el mundo, incluidas múltiples protestas en España y sus islas. También se produjeron protestas en ciudades como Barcelona, Bogotá, Buenos Aires, Lima, Londres, Madrid, Ottawa, París y Quito.

## Respuesta

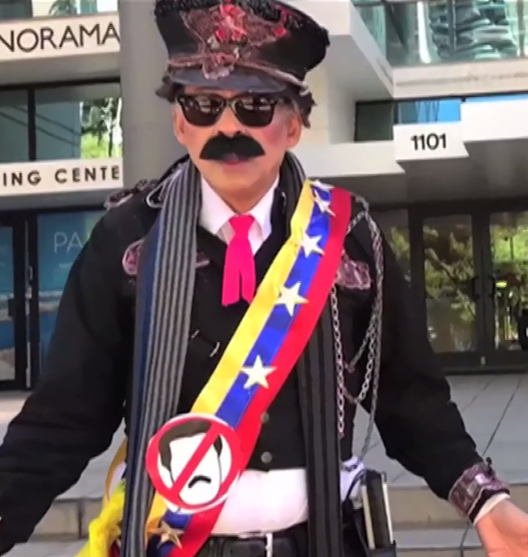
Un manifestante de Miami disfrazado de caricatura de Maduro.

Muchas naciones y organismos supranacionales no reconocieron a Maduro como presidente legítimo, incluido el Grupo de Lima y la Organización de los Estados Americanos. John Bolton , asesor de seguridad nacional de EE.UU, dijo: “EE.UU. no reconocerá la investidura ilegítima de la dictadura de Maduro”.
Nicolás Maduro dijo durante su toma de posesión que la falta de reconocimiento de Estados Unidos y el Grupo de Lima estaba convirtiendo su ceremonia en "una guerra mundial".  El 11 de enero, Rusia acusó a Estados Unidos de atacar la libertad de Venezuela. En respuesta a la toma de posesión de Maduro, el presidente argentino Mauricio Macri afirmó que "Venezuela vive bajo una dictadura". El presidente de Sudáfrica, Cyril Ramaphosa, felicitó a Maduro luego de su toma de posesión.

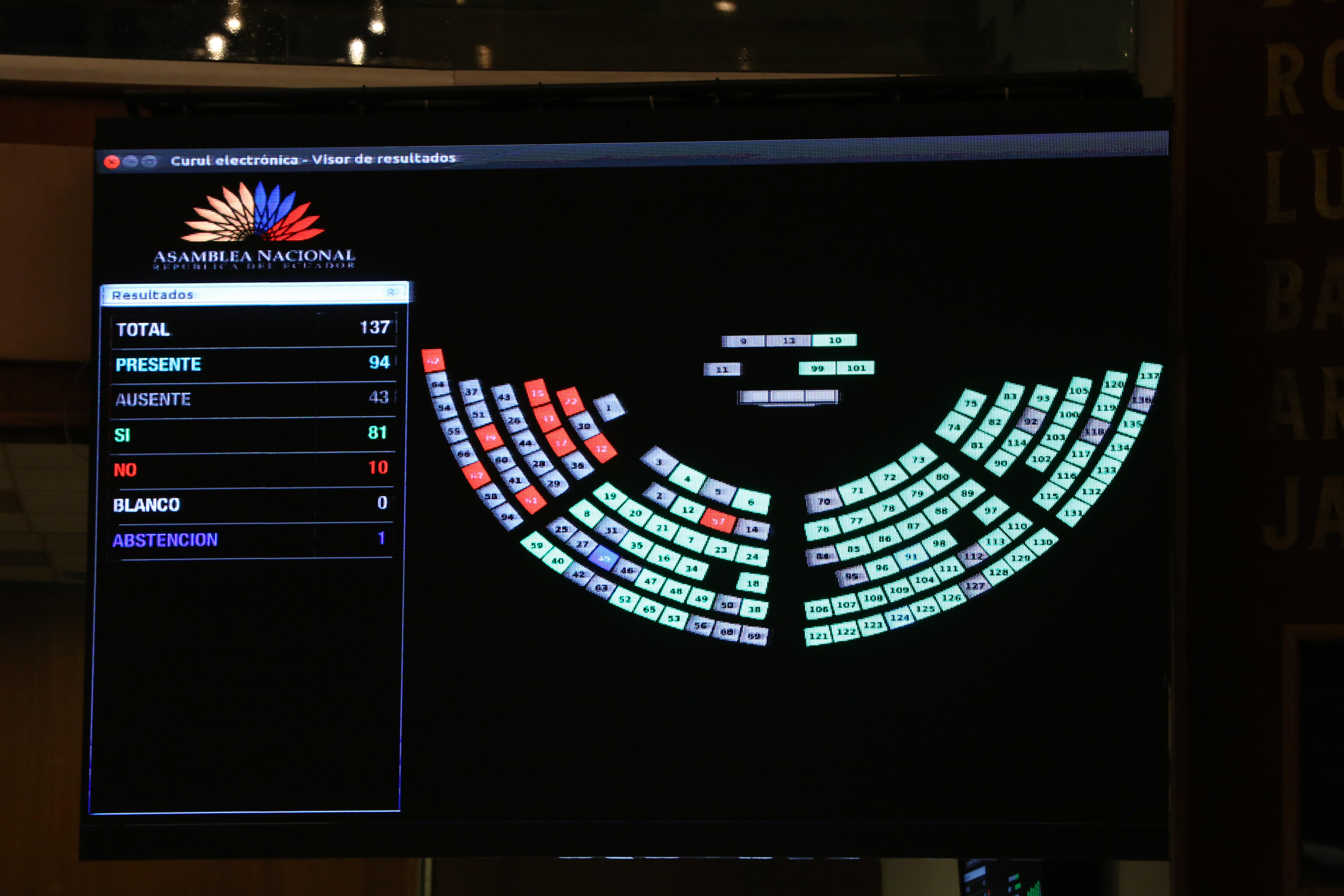
Asamblea Nacional del Ecuador vota el 16 de enero de 2019 para denunciar la falta de legalidad del nuevo mandato de Nicolás Maduro.

El 11 de enero, los ministros venezolanos afirmaron que hubo ataques violentos contra la Embajada de Venezuela en Lima, Perú. Perú y Paraguay cerraron sus embajadas en Venezuela y llamaron a diplomáticos,  y Paraguay también retiró a diplomáticos venezolanos de su propio país. Perú también prohibió la entrada al país de Maduro y otros 100 políticos venezolanos, y Argentina también prohibió la entrada de personal del gobierno venezolano. Como colectivo, el Grupo de Lima anunció que si Maduro asumiera el cargo, prohibirían los viajes a sus países y detendrían la cooperación militar, tácticas supuestamente diseñadas para poner a los militares venezolanos en contra de su líder. México se abstuvo del anuncio del grupo, con el nuevo presidente Andrés Manuel López Obrador citando las políticas de no intervención de su gobierno.  En respuesta al anuncio del grupo, Maduro los amenazó con "medidas diplomáticas" si no revocaban la resolución. David Smilde de la Oficina de Washington para Asuntos Latinoamericanos había dicho que a pesar de las amenazas preventivas del Grupo de Lima, no esperaba que ninguno de los países miembros retirara las embajadas. En cambio, pensó que simplemente le dirían a Maduro que es ilegítimo y que serían ignorados. Sin embargo, el Grupo de Lima cumplió con sus amenazas, y Smilde sugirió que esta acción "inquietaría" a Maduro y sus aliados.  En una declaración del Ministerio de Relaciones Exteriores, Brasil llamó a "todos los países del mundo" a "dejar de apoyar [a Maduro] y unirse para liberar a Venezuela".
El 7 de enero de 2019, varios días antes de la toma de posesión, el juez de la Corte Suprema y miembro de la Comisión Electoral Christian Zerpa, quien anteriormente había estado alineado con Maduro, desertó a los Estados Unidos, calificando a Maduro de "incompetente" y las elecciones "injustas ".  En respuesta, el gobierno dijo que Zerpa había huido del país para escapar de los cargos de acoso sexual. La inteligencia de EE. UU. también sugirió que había más fracturas dentro de las filas cercanas de Maduro, y que su general Vladimir Padrino López había amenazado con renunciar si Maduro asumía el cargo. Aunque muchos pidieron que el poder en Venezuela se difiera a la Asamblea Nacional, Phil Gunson del Caracas Crisis Group dijo que la oposición, que tiene la mayoría en la Asamblea, no estaba lo suficientemente unida como para traer prosperidad al estado fallido.

### Respuestas de la Asamblea Nacional

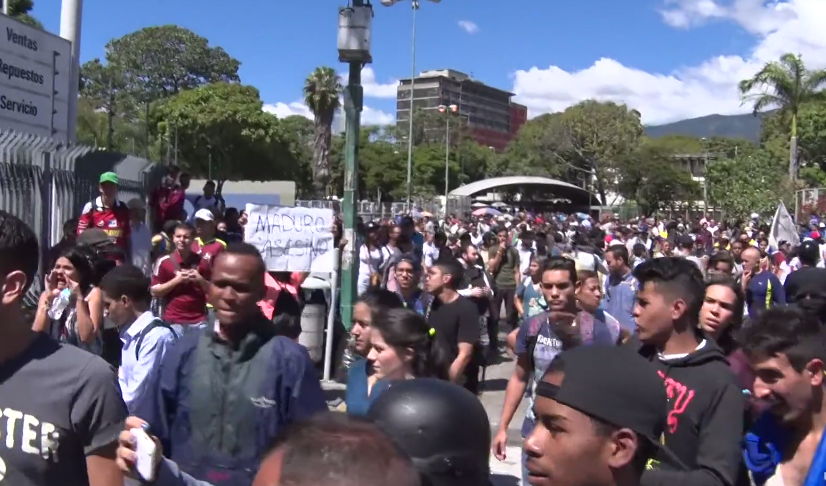
Manifestantes de la oposición en la UCV durante la toma de posesión.

Juan Guaidó, el presidente de la Asamblea Nacional de Venezuela, pronunció un discurso en la Asamblea después de la toma de posesión de Maduro. En términos inequívocos llamó a la recuperación del poder y declaró que Venezuela técnicamente no tenía líder, afirmando que "hoy no hay jefe de Estado. Hoy no hay comandante en jefe". Previamente, la oposición había llamado al pueblo a protestar durante la toma de posesión, y la boicotearon. Los estudiantes participaron en una protesta encabezada por Rafaela Requesens y el partido Voluntad Popular de Guaidó, bloqueando una carretera y llamando nuevamente a Maduro "usurpador".

En un comunicado oficial el día de la asunción de Maduro, Guaidó anunció el estado de emergencia, enfatizando la necesidad de recuperar el control uniendo al pueblo, aliados extranjeros y militares. Expresó su enfado porque Maduro sigue "desmantelando" el estado de derecho y porque Venezuela ha terminado con un gobierno de facto. En respuesta a la “usurpación” de Maduro, luego propuso en nombre del gobierno “declarar la usurpación del cargo de Presidente”, diciendo:
“hacemos un llamado a los soldados que visten sus uniformes con honor a dar un paso adelante y hacer cumplir la Constitución [...] pedimos a los ciudadanos confianza, fuerza y que nos acompañen en este camino”.
También dijo que la toma de posesión de Maduro fue una "coronación de papel" y desafió la idea de que Maduro podría disolver por completo la Asamblea Nacional, lo que dijo que haría. Desde su apertura el 5 de enero, la Asamblea Nacional ha estado formulando planes para implementar un gobierno de transición, antes de retomar el control. El 11 de enero, Guaidó convocó a un cabildo abierto que históricamente se convocaban para asuntos más emergentes o desastrosos.  En el cabildo abierto, la Asamblea Nacional anunció la asunción de los poderes y deberes presidenciales por parte de Guaidó.